# Andrew Campbell (regatista)
Andrew Campbell (Toms River, 3 de febrero de 1984) es un deportista estadounidense que compitió en vela en las clases Laser, Star y Snipe.
Ganó una medalla de plata en el Campeonato Mundial de Star de 2013 y una medalla de plata en el Campeonato Europeo de Star de 2010.

## Trayectoria
Comenzó a practicar la vela en el Club de Yates de Mission Bay de San Diego (California). A nivel juvenil, ganó cuatro veces el trofeo de la InterCollegiate Sailing Association All-American de la clase Laser, y el Campeonato del Distrito 6 de los Estados Unidos de la clase Snipe en 2001. En 2006 fue elegido Regatista Universitario del Año de la ICSA, representando al equipo de vela de la Universidad de Georgetown.
En la clase Laser obtuvo la medalla de oro en los Juegos Panamericanos de 2007, y compitió en los Juegos Olímpicos de Pekín 2008. Después de los Juegos Olímpicos se cambió a la clase Star, en la que compitió entre 2009 y 2013.
Disputó dos campañas de la Copa América, en la edición de 2017 participó como táctico a bordo del Oracle y en 2021 como controlador de vuelo del American Magic.

## Palmarés internacional
| \| Campeonato Mundial \| Campeonato Mundial \| Campeonato Mundial \| Campeonato Mundial \| \| Año \| Lugar \| Medalla \| Clase \| \| ----------------------- \| -------------------------- \| ------------------ \| ------------------ \| \| 2013 \| San Diego (Estados Unidos) \| Medalla de plata \| Star \| \| Campeonato Europeo[n 1] \| \| \| \| \| Año \| Lugar \| Medalla \| Clase \| \| 2010 \| Viareggio (Italia) \| Medalla de plata \| Star \| |                            |                  |       |
| Campeonato Mundial |                            |                  |       |
| Año | Lugar                      | Medalla          | Clase |
| 2013 | San Diego (Estados Unidos) | Medalla de plata | Star  |
| Campeonato Europeo |                            |                  |       |
| Año | Lugar                      | Medalla          | Clase |
| 2010 | Viareggio (Italia)         | Medalla de plata | Star  |

1. ↑  En algunas ediciones del Campeonato Europeo se permitió la participación de regatistas de otros continentes.